# Strč prst skrz krk

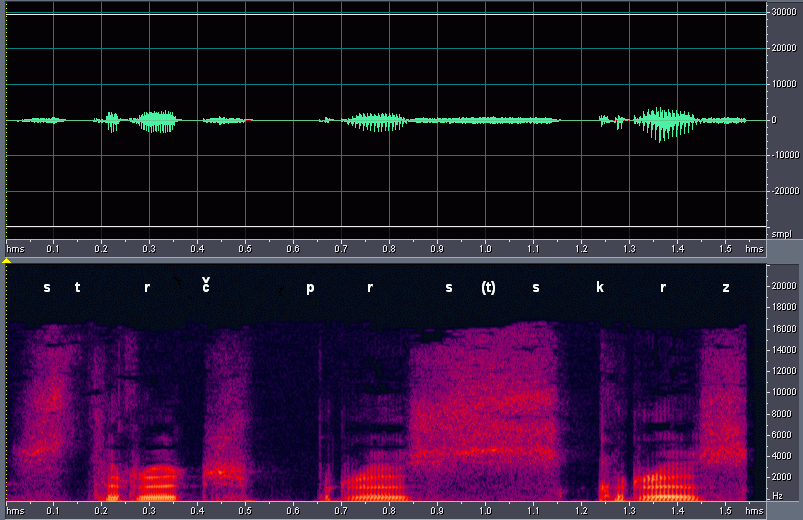
Forma de onda e espectrograma da frase tcheca.

Strč prst skrz krk ( Ouvir) é uma famosa frase da língua tcheca.
Trata-se de um travalínguas que tem como significado Enfia o dedo na garganta, ou, literalmente, Introduza o dedo através da garganta.
Caracteriza-se por sua total ausência de vogais. A pronúncia é: [ˈstr̩ʧ ˈpr̩st ˈskr̩s ˈkr̩k]
Na República Tcheca, é possível comprar camisetas com esta frase.